# Bayıl
Bayıl (auch Bailov, Bajilow, Bailowo von russisch Баилов, Баилово) ist eine Halbinsel in einem gleichnamigen Stadtteil der aserbaidschanischen Hauptstadt Baku, auf der sich die Ruine einer kleinen Festung befindet. 

## Geschichte
Die Festung wurde 1234/35 vom Schirwaner Baumeister Abu Raschid ibn Dajd-ad-din erbaut. Sie wurde vermutlich durch ein Erdbeben zerstört und war viele Jahrhunderte vom Wasser überdeckt. Nachdem der Wasserspiegel des Kaspischen Meeres gefallen war, wurde sie in den 1870er Jahren vom russischen Orientalisten I. Beresin entdeckt. Danach folgten Ausgrabungen. 

## Kunstwerke
In den Ruinen wurden Reste von Verzierungen ausgegraben, so ein mehrere Meter langer Fries, der vermutlich um die Burgmauern und Türme verlief. Außerdem mehrere hundert Steintafeln mit persischen Inschriften, die mit Menschen- und Tierdarstellungen verziert sind. Diese Darstellung ist eine Besonderheit für die islamisch geprägte Kunst Aserbaidschans. Die Tafeln von Steinmetzmeister Raschid sind wahrscheinlich an anderen Orten gefertigt und später zur Festung gebracht worden. Stilistisch zeigen sie Ähnlichkeit mit georgischen, armenischen, dagestanischen oder russischen Schnitzereien aus dem 13. Jahrhundert. Der dargestellte Schmuck zeigt sassanidischen Einfluss. 